# Théâtre Andreas Gryphius
 (novembre 2021).
Le théâtre Andreas Gryphius,,, est un bâtiment classique situé au centre de la vieille ville de Głogów, en Pologne, à proximité de l’hôtel de Ville,. Construit en 1799 selon les plans de Christian Valentin Schultze, le bâtiment a été détruit à la fin de la Seconde Guerre mondiale lors de l’offensive soviétique sur Głogów. Au cours des décennies suivantes, plusieurs projets de reconstruction du théâtre ont été proposés, mais aucun d’eux n’a été réalisé. Finalement, le bâtiment a été reconstruit entre 2017 et 2019, en vue d’y établir une annexe du centre culturel municipal, lieu d’organisation de concerts, de spectacles et de conférences.

## Historique

### La construction et l’activité
Dans la seconde moitié du XVIIIe siècle, le besoin de construire des salles de spectacles dans les villes silésiennes augmente. En effet, plusieurs associations promouvant la culture théâtrale (Theatrebetrieb) sont nouvellement créées. Ces dernières demandent à s'installer dans des lieux adaptés à leurs activités. Par ailleurs,  les directeurs des troupes de théâtres ambulants cherchent également à changer le caractère itinérant de leur activité pour réaliser leurs principaux spectacles dans un lieu unique.
À cette époque, il n’y a pas de locaux adaptés pour le théâtre à Głogów. Le plus souvent, les spectacles sont joués dans la salle de la redoute du bâtiment construit entre 1774 et 1775, sur le site du tribunal municipal des jurés, et démoli depuis lors. Cependant, l’aménagement de cette salle est plutôt modeste. Au début de 1798, Johann Faller, le directeur de théâtre de Jawor, souhaitant obtenir la concession pour la réalisation de spectacles, visite Głogów. Il s’efforce alors d’établir une scène théâtrale permanente dans la ville. Cependant, la salle de la redoute est trop petite, tandis que la reconstruction du magasin de sel envisagée est trop coûteuse. Fin novembre 1798, le chef du département de la construction de la Chambre de la Guerre et du Domaine, Christian Valentin Schultze, propose de construire un nouvel étage au-dessus de la salle de la redoute. Le 11 janvier 1799, il soumet le projet de construction avec les coûts estimés. Le devis inclut la construction d’un étage et des nouvelles cheminées, le soutien de la façade de l’ouest par les contreforts et celle de l’est par le ressaut massif. Schultze propose également un nouveau projet de façades dans le style classique, inspiré des modèles architectoniques de Potsdam et de Berlin,. Le coût estimé des travaux s'élève à 2 000 thalers. La Chambre de la Guerre et du Domaine approuve son plan le 2 février 1799, s'engage à assurer le salaire des ouvriers du bâtiment. En avril 1799, les travaux commencent sous la direction de Schultze et dès décembre, la reconstruction est achevée,. 
Au début du XIXe siècle, Głogów est la deuxième ville silésienne (après Wrocław) à posséder  son propre théâtre. Dès lors, et cela jusqu’en 1933, le théâtre emploie des troupes permanentes, et commence à partir des années 1820 à recevoir aussi des troupes de théâtre et d’opéra étrangères. À partir de 1870, ce sont surtout les troupes d’opéra et d’opérette qui gagnent de l’importance. Des ballets sont également dansés et mis en scène,. Par la suite, des artistes mondialement reconnus jouent sur la scène du théâtre de Głogów. En mars 1843, a lieu un concert du pianiste et compositeur Franz Liszt,. Le rez-de-chaussée du bâtiment est également utilisé comme lieu de vente de la viande.
La salle originelle du théâtre de Głogów est basse, étroite et étouffante. En 1839, le plafond entre les pièces et la salle théâtrale est démoli, et une loggia et un amphithéâtre avec des rideaux sont construits,. Une grande salle est ainsi obtenue, et l’édifice est nommé "Théâtre municipal". En 1859, on transfère l’escalier de l’intérieur à l’extérieur du bâtiment.
Au début des années 1860, un poète, Karl Eduard von Holtei, propose d’ériger un monument d’Andreas Gryphius à Głogów. En 1861, il donne une lecture sur un jeu paysan Die geliebte Dornrose (en français :  La rose bien-aimée avec une épine), dont le revenu constitue la base de fonds sur la construction du monument. Deux ans plus tard, la commission municipale de Głogów et la société scientifique décident de créer un buste de Gryphius et de le placer au-dessus de l’entrée principale du théâtre,. Le 16 juillet 1864, le jour de l’anniversaire de mort d’Andreas Gryphius, le buste sculpté par Michaelis, venu de Wrocław, est dévoilé lors d'une cérémonie,,.
En 1867, en remplacement des lampes à petrole, l’éclairage au gaz est installé. Entre 1926 et 1928, le bâtiment du théâtre est profondément restructuré. L’escalier de l’extérieur est démantelé, et à l’intérieur, un balcon en béton armé et une scène tournante sur une place de la loggia sont construits. Après ces travaux, l’auditorium compte 453 places.

### Destruction et reconstruction

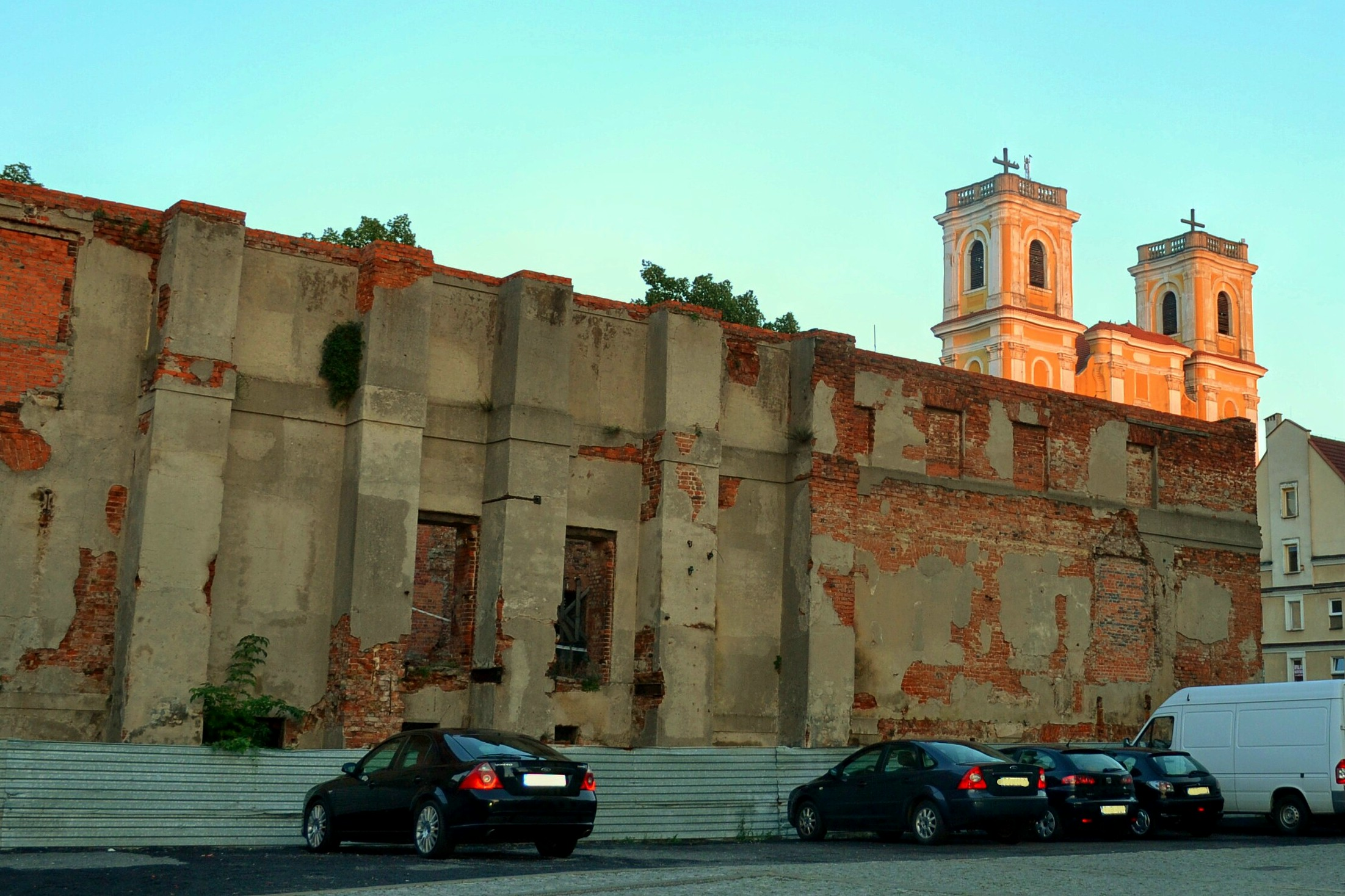
La façade ouest en ruine en 2012/2016

Le théâtre de Głogów fonctionne en continu presque jusqu’à la fin de la Seconde Guerre mondiale. Le dernier spectacle a lieu en décembre 1944. Quelques semaines plus tard, le bâtiment, comme le reste de la ville, est détruit à la suite de l’offensive soviétique sur Głogów.

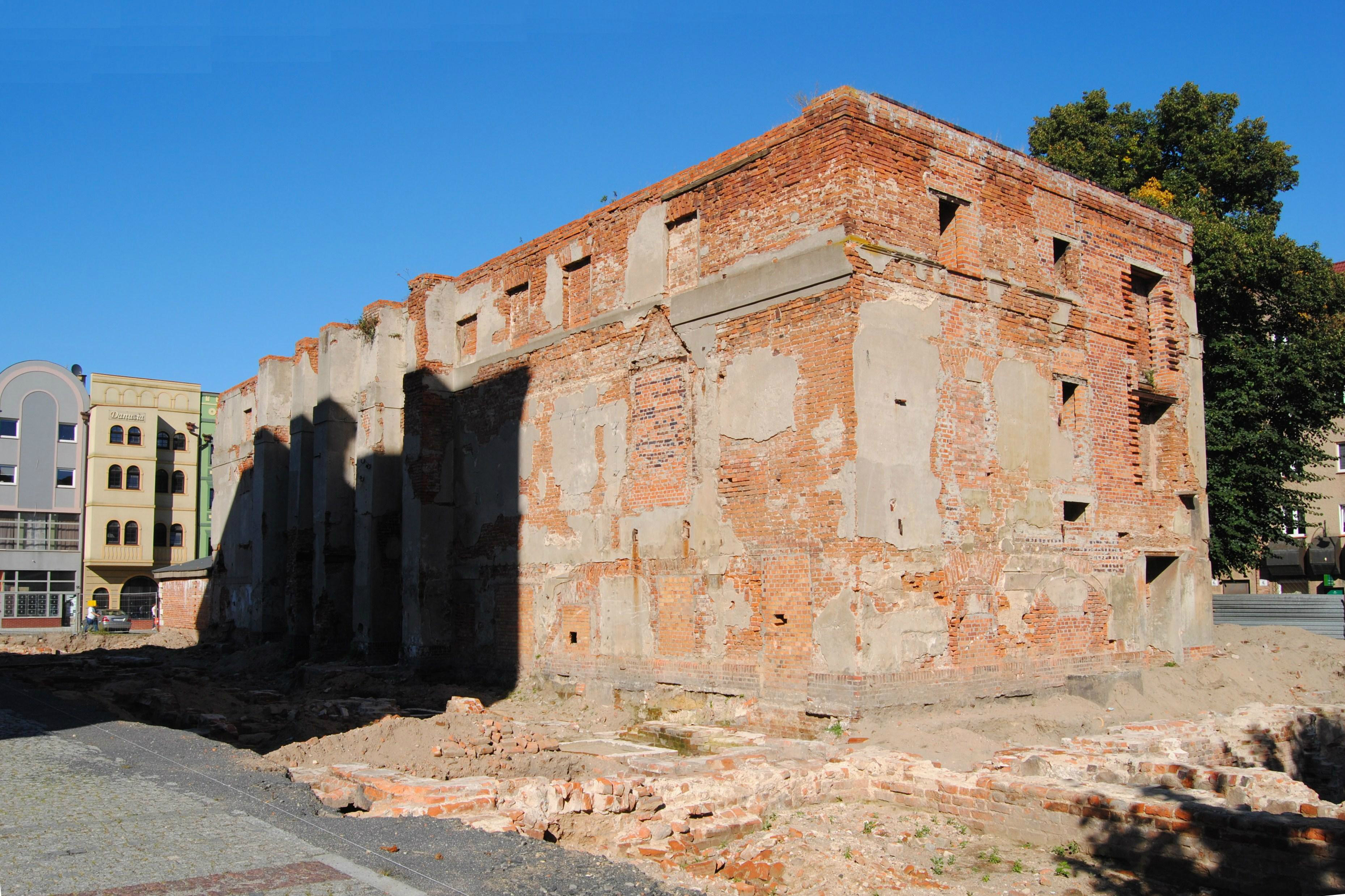
La façade ouest en ruine en 2012/2016

Le premier projet de reconstruction du bâtiment est lancé en 1959. Il vise à créer un cinéma pour 300 personnes et une scène de théâtre. On envisage trois ans de travaux mais, finalement, le projet ne voit jamais le jour. Au lieu de cela, le bâtiment est déblayé, et des garages sont créés au rez-de-chaussée pour y amasser l’équipement de la société de travaux de démolition. En 1976, un projet propose à nouveau de reconstruire le théâtre en même temps que l’hôtel de ville voisin, et de relier les deux bâtiments par une passerelle en verre. Le bâtiment du théâtre deviendrait le siège de l’institution culturelle nommé « La maison du jeune mineur ». Cependant, ce deuxième projet n'est pas non plus réalisé en raison de coûts élevés estimés à près de 170 millions de zlotys. Le troisième projet, émergeant en 1988 consiste à créer « La Maison du Métallurgiste », la salle théâtrale, le siège de l’Organisation Principale de la Technique (en polonais : Naczelna Organizacja Techniczna), la librairie et le café. Mais de nouveau, en vain.
En 1991, le sujet de la reconstruction du théâtre est à nouveau envisagé par le conseil municipal, notamment parce qu'il avait créé entretemps la Fondation de la Reconstruction du Théâtre Andreas Gryphius. En 1994, la fondation lance un appel à propositions de projet de reconstruction, remporté par Le Bureau de conservation des monuments « L’Architecture-La Sculpture-La Moulure » de Wrocław. Néanmoins, le projet n'aboutit pas non plus. La même année, le théâtre de Zielona Góra monte la pièce « Antigone » devant l’entrée de l’immeuble. Des reconstructions historiques aux environs du théâtre sont aussi réalisées, en recréant la bataille de Głogów de 1945.

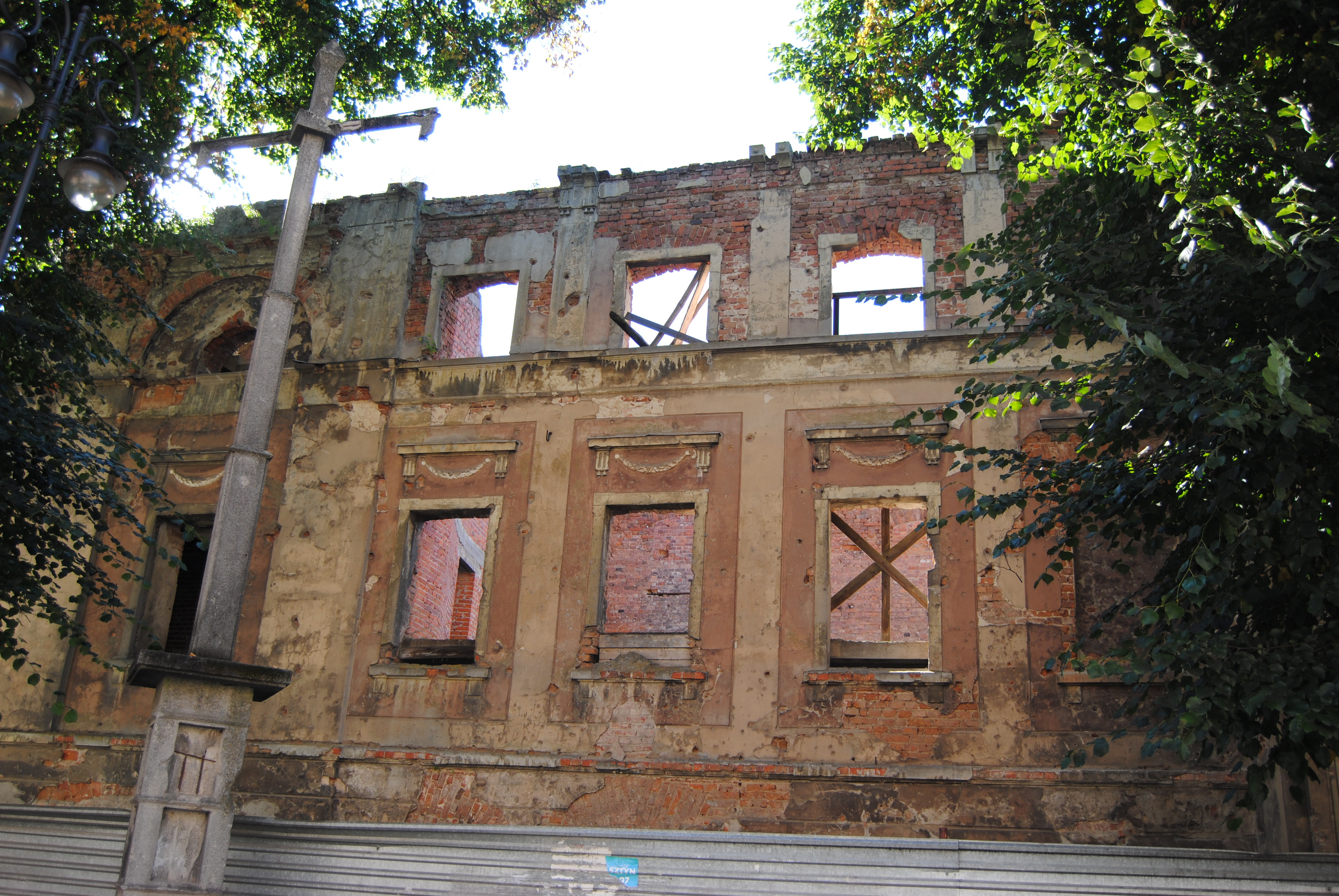
La façade du théâtre en 2016

En 1999, à l’occasion du 200e anniversaire de l’inauguration du théâtre, plusieurs événements importants sont organisés, notamment la séance du conseil municipal consacrée à l’histoire des représentations théâtrales en Silésie. De plus, la Société de Głogów publie le livre sur l’histoire du théâtre de Głogów.
En 2014, les autorités de la ville lancent le concours de « concept architectural et urbain de la reconstruction de l’ancien théâtre municipal pour les besoins de l’école musicale de Głogów et de l’aménagement de la Place du Marché de la vieille ville de Głogów ». Les organisateurs reçoivent 17 projets dans les délais fixés, dont la majorité envisage de reconstruire la forme extérieure du bâtiment et de construire une installation moderniste reliée avec le bâtiment du théâtre. Le 5 septembre 2014, les résultats sont annoncés : cinq projets reçoivent des mentions spéciales et le jury décerne les récompenses financières à quatre auteurs (deux prix de 20 mille zlotys et deux autres de 5 mille zlotys). Au cours des années suivantes, aucun des projets récompensés n’est réalisé.
Enfin, les autorités de Głogów préparent leur propre projet de la reconstruction du théâtre. Il s’agit de le ramener à son état d’avant-guerre, d’en faire le siège de la filiale du centre municipal de la culture,,. Le 14 juillet 2017, Rafael Rokaszewicz, maire de Głogów, signe un contrat pour la reconstruction du théâtre et de l’immeuble lui appartenant avec Stanisław Tomkiewicz, président de l’entreprise « Pre-Fabrykat » de Karpacz. Les travaux débutent fin juillet,,. Le montant prévu dans le budget de la ville pour la reconstruction s'élève à 15 millions de zlotys, et la commune reçoit une contribution de 5 millions de zlotys de fonds de l’Union Européenne,. Au cours des travaux, la restauration et la conservation des objets originels et des détails d’architecture sont effectués. De plus, des éléments non-existants et les plâtres sur les façades est, sud et nord sont construits avec leurs couleurs originelles. Le 9 septembre 2019, avec une grue, la copie du buste du poète et dramaturge Andreas Gryphius (natif de Głogów) est placée au-dessus de l’entrée du théâtre (la sculpture originelle avait survécu à la Seconde Guerre mondiale, mais en 1959, elle avait disparu dans des circonstances inexpliquées),. Les coûts de la réalisation et du montage de la copie du buste sont de 50 mille zlotys.
Le 21 novembre 2019, entre 12h et 17h, le théâtre reconstruit ouvre ses portes aux visiteurs (4700 personnes visitent alors l'institution) et l’inauguration du 22 novembre est précédée d’une mise en scène de la pièce Piast d’Andreas Gryphius. Dans cette pièce, avec Robert Czechowski comme réalisateur et Jan Peszek comme interprète principal, on peut voir les acteurs du Théâtre Lubuski et du théâtre amateur de Głogów – Théâtre d’un Pont,,,,,. Selon les estimations faites par les autorités de la ville, l’entretien du bâtiment coûte environ 900 mille zlotys par an, et la subvention annuelle du Centre Municipal de la Culture, responsable de la gestion de l’objet, 600 000 zlotys.

## Architecture
Le bâtiment du théâtre Andreas Gryphius est construit sur un plan rectangulaire de 50 m sur 12,5 m. Les façades sont créées en style classique,. On peut voir plusieurs couleurs sur la façade frontale est : son socle est rouge et les niveaux plus hauts sont gris-jaune ou bruns,. La surface du ressaut central est créée par une grande niche avec la voûte en cul-de-four, et l’intrados à caissons est orné d’éléments rouges carmin avec les rosaces dorées. Dans la niche, il y a deux colonnes doriques qui soutiennent l’entablement, où est posé le buste d’Andreas Gryphius de 400 kg, avec l'inscription "Gryphius 1616–1664" en lettres dorées,,. Sous l’entablement, dans la niche, se trouve également une frise de 5 mètres de largeur, avec les images de scènes allégoriques qui expriment la joie de cultiver les différents types de l’Art. Dans l’axe du ressaut central, sur la façade ouest, on peut voir les contreforts soutenant la construction.